# جار مونبارناس
جار مونبارناس، هي إحدى محطات السكك الحديدية الستة الكبرى في باريس، وتقع في الدائرتين الـ 14 و15، افتتحت المحطة في عام 1840 ، وأعيد بناؤها في عام 1852. في عام 1969، تم نقلها إلى محطة جديدة جنوب الموقع الأصلي- حيث تم لاحقًا بناء برج مونبارناس. والذي يشكل عنصراً مركزياً في منطقة مونبارناس . في عام 1895، وقعت حادثة انحراف مونبارناس عن السكة ، حيث تحطم قطار بخاري عبر المحطة، في حدث تم التقاطه في صور فوتوغرافية معروفة على نطاق واسع. 
تخدم المحطة قطارات بين المدن في الغرب والجنوب الغربي من فرنسا بما في ذلك مدينة تور وبوردو ورين ونانت، وتخدم الضواحي والأقاليم على طرق ترانسلين باريس - مونبارناس.

## التاريخ
افتتحت المحطة في عام 1840 باسم جار دي اويست،  وأعيدت تسميتها فيما بعد. وتم بناء محطة ثانية بين عامي 1848 و 1852.
في 25 أغسطس 1944 ، استسلم الحاكم العسكري الألماني لباريس ، الجنرال فون شولتيز ، واستسلمت حاميته للجنرال الفرنسي فيليب لوكلير في المحطة القديمة. (انظر تحرير باريس ).
خلال الستينيات ، تم بناء محطة جديدة مدمجة في مجمع مباني المكاتب على طول المسار.   وفي عام 1969 ، تم هدم المحطة القديمة وتم بناء برج مونبارناس في موقعها. وأضيف له ملحق في عام 1990 لاستضافة "تي جي في الأطلنطي".

## حادثة عام 1895

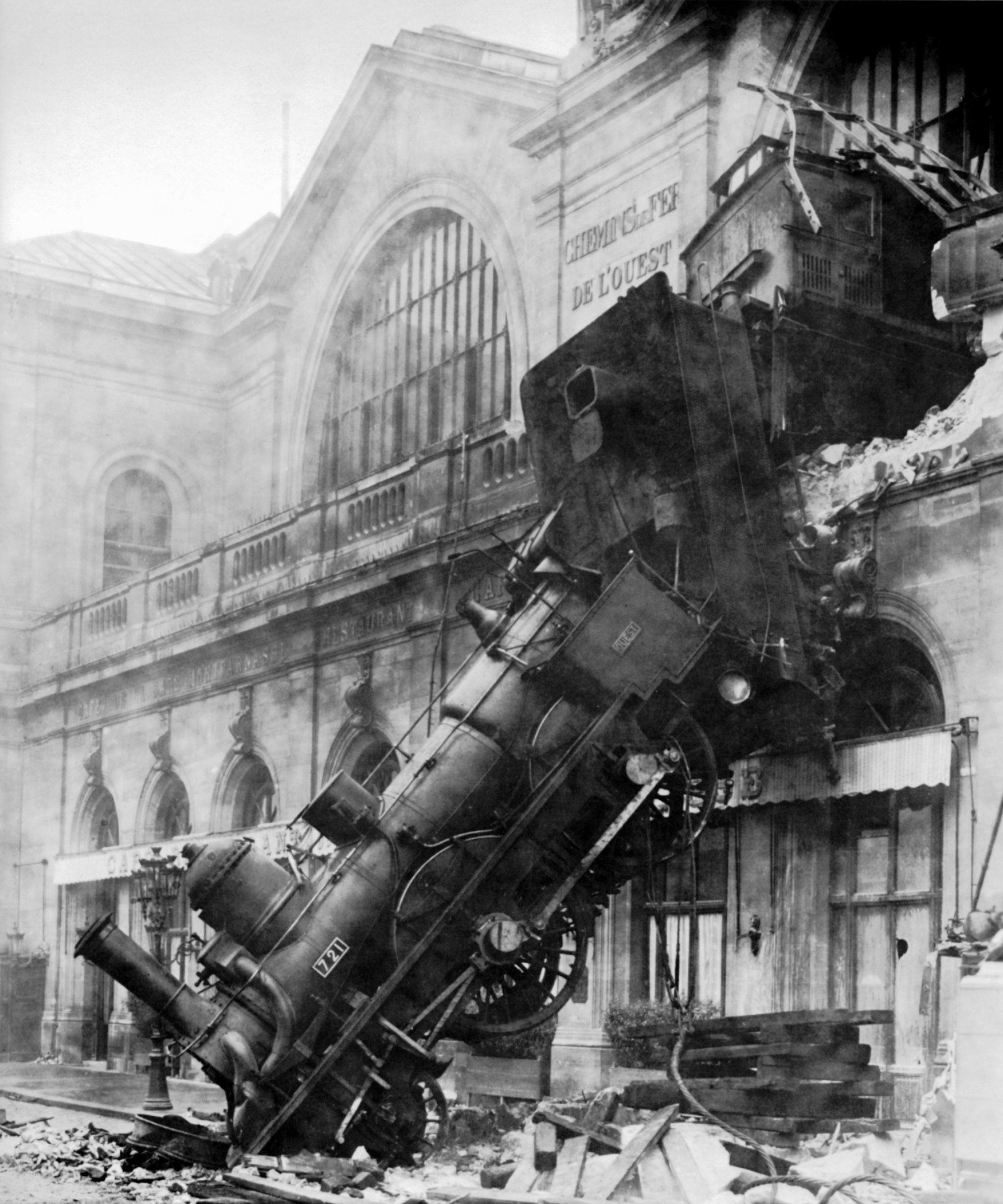
صورة للحادثة في 22 أكتوبر 1895.

اشتهر محطة مونبارناس بانحراف قطار جرانفيل باريس السريع عن مساره في 22 أكتوبر 1895 ، ، حيث اجتاح المحطة العازلة . وتحطم من خلاله جدارًا سميكًا ، وأصيب اثنان من الركاب البالغ عددهم 131 راكبا ، إلى جانب رجل إطفاء واثنين من موصلي القطار. وكانت حالة الوفاة الوحيدة هي لماري أوغسطين أغيلارد ، التي كانت تتولى مؤقتًا مهمة عمل زوجها أثناء خروجه للحصول على الصحف، حيث قُتلت بسقوط البناء.  دفعت شركة السكك الحديدية في وقت لاحق تكاليف جنازتها وقدمت معاشًا لرعاية طفليها. واكتشف لاحقاً أن الحادث نتج عن خلل في فرامل القطار،  وحكم على الموصل بغرامة 25 فرنك وغرامة لسائق المحرك 50 فرنك.
أعيد إنشاء نسخ طبق الأصل من تحطم القطار خارج مباني سلسلة متحف "ستام ورلد" في البرازيل ، في ولاية ريو غراندي دو سول الواقعة في أقصى الجنوب ، في مدينة كانيلا . 

## أنظر أيضا
- قائمة محطات السكك الحديدية في باريس
- النقل في فرنسا
- قائمة محطات باريس RER
- قائمة محطات مترو باريس
- غار داوستيرليتز
- غار دي ليست
- جار دي ليون
- غار دو نورد
- جار سان لازار
- جورج ميلييه ، الذي عمل في المحطة لاحقًا في حياته.